# ボビー・チャールトン
ボビー・チャールトン (Bobby Charlton) ことサー・ロバート・チャールトン CBE（Sir Robert Charlton CBE、1937年10月11日 - 2023年10月21日）は、イングランド・アシントンの元同国代表サッカー選手、元サッカー指導者。ポジションはFW、MF。

## 人物
イングランド史上最高の選手と言われている。母の兄弟にはニューカッスル・ユナイテッドの伝説的選手、ジャッキー・ミルバーンがいる。つまりボビーはミルバーンの甥である。ただし、彼にサッカーの手ほどきをしたのは叔父ではなく、母親であった。叔父の名を受け継いだ2歳年上の兄のジャッキー・チャールトンもワールドカップ優勝メンバーである。
イングランド代表での通算得点数で歴代3位の記録を持つ。
テクニックとパワーを兼ね備えた選手であり、特に左足から放たれる正確かつ強力なシュートは「キャノンシュート」と呼ばれ恐れられていた。また、キャプテンとして冷静沈着なプレーぶりは模範的なものであり、私生活でも常によき夫、2人の娘のよき父であり続けた。

## 来歴
ノーサンバーランド州アシントン出身。1954年17歳でマンチェスター・ユナイテッドに入団した。当初は控えとされたが、1956年にレギュラーに定着、中心選手となり、1956-57シーズンには、リーグ優勝を経験した。しかし、1958年2月6日、チャンピオンズカップの準々決勝、レッドスター・ベオグラード戦からの帰路、『ミュンヘンの悲劇』と呼ばれる飛行機事故に遭い、彼が最も尊敬する主将ダンカン・エドワーズを含む多くの仲間を失ってしまう。彼自身も気を失った状態でシートベルトをしたまま座席ごと機外へ放り出されたが大きな怪我はなく、一命を取り留めた。しかし、精神的なショックは大きく、一時は全くボールを蹴ることが出来なかったという。

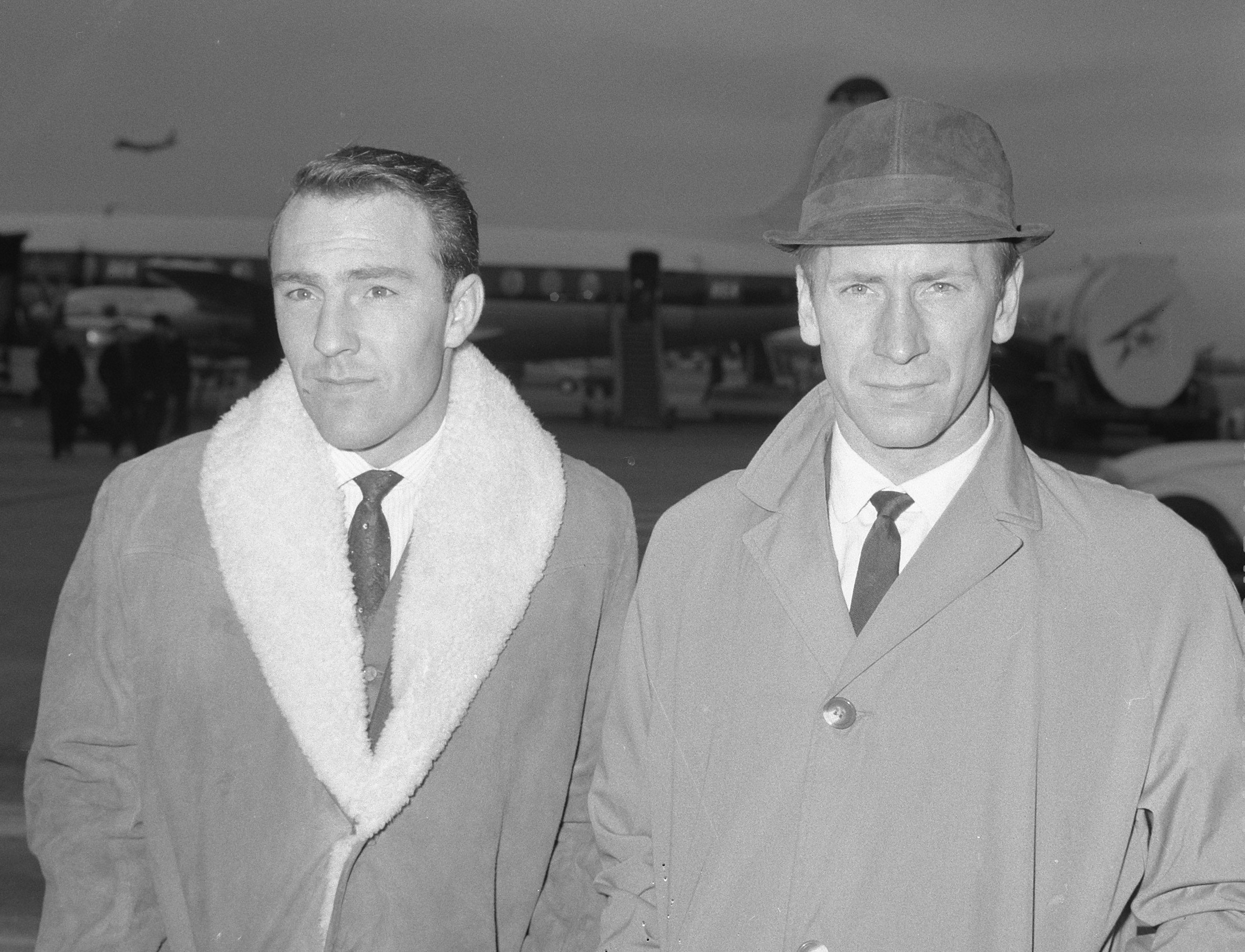
1964年12月、ジミー・グリーブス (写真左)とチャールトン (写真右)

この事故のわずか2ヵ月後の1958年4月19日スコットランド戦でイングランド代表デビューを果たし、この試合で代表初得点を挙げた。しかし、代表3試合目は悲劇を思い起こさせるベオグラードでのユーゴスラビア戦だった。この試合でボビーは著しく精彩を欠き、その年のワールドカップまで精神的なダメージを引きずることになった。
その後、不屈の精神で立ち直り、チームの建て直しに貢献。1960年代には、同じく事故の精神的ダメージから立ち直った監督のマット・バスビーと共に、ジョージ・ベストやデニス・ローら若手の多いチームを主将として牽引し、1963年にはFAカップを、1965年と1967年には当時のイングランド一部リーグであるリーグを制するなど、黄金時代を築き上げた。また、個人としても、1966年に、欧州最優秀選手であるバロンドールを受賞している。
事故の精神的なダメージから、1958年のワールドカップ・スウェーデン大会では活躍出来なかったが、再起した後は、1962年のチリにおけるワールドカップ・チリ大会では準々決勝でブラジルに敗れるも、中心選手として活躍。また、1966年、自国開催のイングランドワールドカップで、母国初の優勝に貢献した。
悲劇から10年後の1968年、チャンピオンズカップ決勝ベンフィカ戦に臨んだ彼は、2得点を挙げる活躍を魅せ、10年前にミュンヘンの悲劇によって果たすことが出来なかったチャンピオンズカップ優勝を果たした。これは、イングランドのクラブとしてトッテナムの後での欧州トロフィーである。
1970年のメキシコワールドカップで、3度目のワールドカップに出場し、通算14試合出場4得点を挙げた。これを含めた代表試合成績は、106試合で49得点であった。得点数はイングランド代表としての歴代3位である（1位はハリー・ケイン、2位はウェイン・ルーニー）。
1973年からは、プレストン・ノースエンドでプレイングマネージャーをしていた。
1994年には、名実共にイングランドを代表したサッカー選手として、ナイトの称号『サー』を授けられた。
2012年の春の叙勲にて、在外外国人叙勲者として旭日小綬章を受章した。
2020年11月、認知症と診断されたことを公表した。
2023年10月21日、その日の早朝に86歳で死去したことが報じられた。

## エピソード

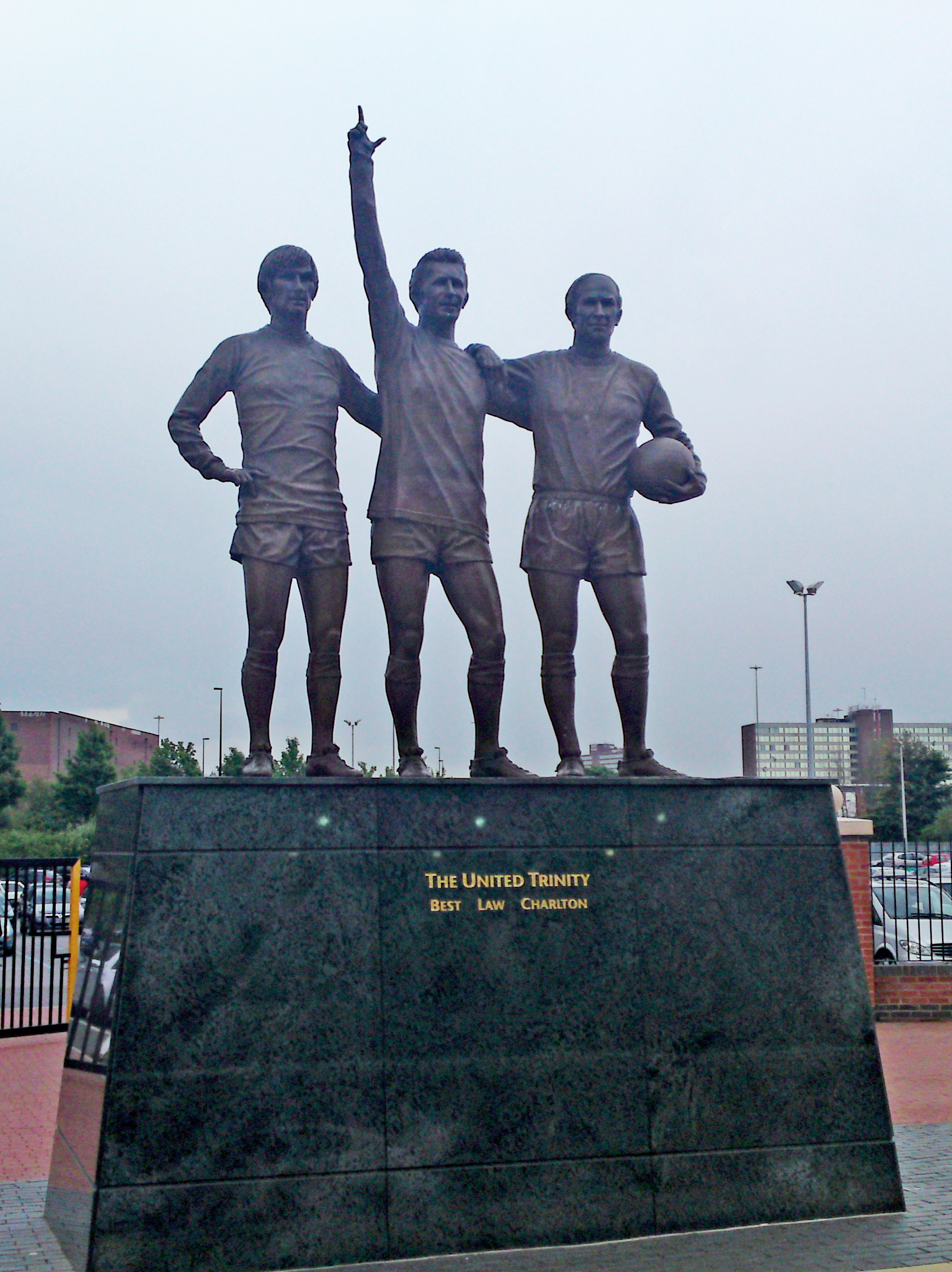
オールド・トラッフォードにある像。左からベスト、ロー、チャールトン。

- キャプテンとして冷静沈着なプレーぶりは模範的なもので人望もあったが、正反対の奔放な生活を続けたマンチェスター・ユナイテッドの後輩、ジョージ・ベストの人気を際立たせる結果にもなった。もちろん、ボビーが冷淡な人間だというわけではなく、死線を生き抜いて来たからこその人間性だったと言える。
- チャンピオンズカップの決勝に勝ち、10年越しの忘れ物を取り返したその日、祝勝会をボビーは欠席し、自室で1人涙に暮れた[3]。
- ある少年サッカーコンテストで、ボビーは1人の少年を見出していた。その少年が、デビッド・ベッカムである。
- 1960年代にマンチェスター・ユナイテッドで一時代を築いたことを称えられ、マンチェスター・ユナイテッドのホームスタジアムであるオールド・トラッフォードにはジョージ・ベスト、デニス・ローと共に像が建てられている（3人ともバロンドールを受賞している）。
- FIFAクラブワールドカップ2008では来日し、ガンバ大阪とマンチェスター・ユナイテッドの試合中継にゲスト出演した。
- マット・バスビーが1994年、ビル・フォルケスが2013年にそれぞれ死去した為、ミュンヘンの悲劇と1968年UEFAチャンピオンズカップ優勝の両方をマンチェスター・ユナイテッドの一員として経験した最後の１人である。また、2020年にハリー・グレッグが死去した為、2023年の死去まで、ミュンヘンの悲劇経験者のうち最後の存命者であった。
- 福島県にあるスポーツトレーニング施設「Jヴィレッジ」の名前は、彼によって命名されたものである[9]。

## 個人タイトル
- バロンドール:1966
- FWA年間最優秀選手賞:1966
- 20世紀世界最優秀選手 10位:1999
- 20世紀の偉大なサッカー選手100人 12位:1999
- イングランドサッカー殿堂:2002
- FIFA100:2004
- 旭日小綬章:2012